# 伊藤彰敏
伊藤 彰敏（いとう あきとし、1958年 -）は、日本の経済学者。専門はコーポレート・ファイナンス、インベストメント。南山大学経営学部教授。一橋大学大学院経営管理研究科、筑波大学などの元教員。

## 経歴
東京大学経済学部を卒業後、慶應義塾大学大学院経営管理研究科にてMBAを取得。その後、カナダのウェスタンオンタリオ大学リチャード・アイヴィー・ビジネススクールにてPh.D.（経営学）を取得した。
大学教員としては、国際大学大学院国際経営学研究科助教授、レジャイナ大学助教授、筑波大学大学院ビジネス科学研究科助教授を経て、2007年に一橋大学大学院国際企業戦略研究科（現・経営管理研究科、金融戦略・経営財務プログラム）に着任。2008年に教授に昇任し、プログラムディレクターも務めた。2023年に一橋大学を退任し、同年9月より南山大学経営学部教授に就任。大学院では博士前期・後期課程において指導教員を務める。

## 人物
博士課程指導学の宮川壽夫の著書などに基づく
- 優秀な研究者は「基本となる理論を正確に理解している人」

## 研究分野と業績
主な研究分野はコーポレートファイナンス、インベストメントなどである。日本企業における資本構成と配当政策、財務柔軟性、株主優待制度、研究開発投資、M&A、気候変動リスクと資本政策の関係といったテーマに関する実証分析を行っている。
主な業績には以下のものがある。
- Hiraki & Ito (2023). "Two-step price adjustments of IPO book building in Japan", Pacific-Basin Finance Journal, 79.
- Ito & Nagasawa (2022). "Impact of the corporate response to climate risk on financial leverage and systematic risk", Applied Economics Letters, 29(14), 1276–1280.
- Hiraki T, Ito A, Spieth DA, Takezawa N. (2009) How Did Japanese Investments Influence International Art Prices? Journal of Financial and Quantitative Analysis. ;44(6):1489-1514.

世界的な金融学会であるFinancial Management Association（FMA）のアジア会議にて、2014年に共同実行委員長を務めている。

## 著作

### 訳書
- 『インベストメント』ツヴィ・ボディー, アレックス・ケイン, アラン・J.マーカス 著, 平木多賀人, 伊藤彰敏, 竹澤直哉, 山崎亮, 辻本臣哉 訳マグロウヒル・エデュケーション2010.3[4]

## 社会的活動・メディア出演
日本経済新聞、ダイヤモンド・オンラインなど複数の媒体にて企業財務に関するコメントや寄稿を行っている。
2017年には、日経CNBCの番組「昼エクスプレス」に出演し、日本企業の不祥事とガバナンス体制について見解を述べた。
南山大学に着任後は、中日新聞と南山大学の共催講座「ビジネス最前線」にて、企業ファイナンスに関する公開講義を担当した。

## 所属学会
- 日本経営財務研究学会
- 米国ファイナンス学会
- 日本金融・証券計量・工学学会
- 日本ファイナンス学会